# Білківська сільська рада (Попільнянський район)
Білківська сільська рада — колишня адміністративно-територіальна одиниця та орган місцевого самоврядування у Корнинському і Попільнянському районах Білоцерківської округи, Київської і Житомирської областей УРСР та України з адміністративним центром у с. Білки.

## Населені пункти
Сільській раді підпорядковувались населені пункти:
- с. Білки
- с. Мохначка

## Населення
Відповідно до результатів перепису населення 1989 року, кількість населення ради, станом на 1 грудня 1989 року, складала 1 174 особи.
Станом на 5 грудня 2001 року, відповідно до перепису населення України, кількість мешканців сільської ради складала 860 осіб.

## Склад ради
Рада складалась з 12 депутатів та голови.

## Керівний склад сільської ради
| ПІБ                          | Основні відомості                                                                                  | Дата обрання | Дата звільнення |
| ---------------------------- | -------------------------------------------------------------------------------------------------- | ------------ | --------------- |
| Вибойчик Олександр Федорович | Сільський голова, 1951 року народження, освіта, безпартійний                                       | 26.03.2006   | 31.10.2010      |
| Вибойчик Олександр Федорович | Сільський голова, 1951 року народження, освіта вища, член Всеукраїнського об'єднання 'Батьківщина' | 31.10.2010   | 25.03.2014      |

## Історія
Утворена 1923 року в с. Білка Корнинської волості Сквирського повіту Київської губернії.
Відповідно до інформації довідника «Українська РСР. Адміністративно-територіальний поділ», станом на 1 вересня 1946 року сільрада входила до складу Корнинського району, на обліку в раді перебувало с. Білка.
11 серпня 1954 року до складу ради було включено с. Личе-Раківка ліквідованої Личе-Раківської сільської ради Корнинського району. 22 березня 1968 року с. Личе-Раківка увійшло до складу смт Корнин. 13 січня 1969 року до складу ради включене с. Мохначка Сущанської сільської ради Попільнянського району.
Станом на 1 січня 1972 року сільська рада входила до складу Попільнянського району Житомирської області, на обліку в раді перебували села Білки та Мохначка.
Припинила існування 2 червня 2017 року через об'єднання до складу Корнинської селищної територіальної громади Попільнянського району Житомирської області.
Входила до складу Корнинського (7.03.1923 р., 13.02.1935 р.) та Попільнянського (5.02.1931 р., 28.11.1957 р.) районів.